# 1624
| [ Edytuj tabelę ]              | |
| Król Polski                    | - 1587 Zygmunt III Waza 1632 |
| Współksiążęta Andory           | - 1622 Luís Díes de Aux de Armendáriz 1627 - 1610 Ludwik XIII 1643                                                                                      |
| Król Anglii i Szkocji          | - 1603 Jakub I 1625 |
| Elektor Bawarii                | - 1623 Maksymilian I Bawarski 1651 |
| Elektor Brandenburgii          | - 1619 Jerzy Wilhelm 1640 |
| Sułtan Brunei                  | - 1619 Abdul Jailul Akhbar 1649 |
| Cesarz Chin                    | - 1620 Tianqi 1627 |
| Król Czech                     | - 1620 Ferdynand II Habsburg 1637 |
| Król Danii                     | - 1588 Chrystian IV 1648 |
| Dalajlama                      | - 1617 Lobsang Gjaco 1682 |
| Cesarz Etiopii                 | - 1606 Susnyjos I 1632 |
| Król Francji                   | - 1610 Ludwik XIII 1643 |
| Król Gruzji                    | - 1614 Tejmuraz I 1632 |
| Król Hiszpanii                 | - 1621 Filip IV 1665 |
| Landgraf Hesji-Kassel          | - 1592 Maurycy Uczony 1627 |
| Stadhouder Holandii            | - 1584 Maurycy Orański 1625 |
| Szach Iranu                    | - 1587 Abbas I Wielki 1629 |
| Państwo Wielkich Mogołów       | - 1605 Dżahangir 1627 |
| Król Irlandii                  | - 1603 Jakub I Stuart 1625 |
| Cesarz Japonii                 | - 1611 Go-Mizunoo 1629 |
| Kalif                          | - 1623 Murad IV 1640 |
| Patriarcha Konstantynopola     | - 1623 Cyryl Lukaris 1633 |
| Władca Korei                   | - 1623 Injo 1649 |
| Książę Kurlandii i Semigalii   | - 1587 Fryderyk Kettler 1642 |
| Książę Liechtensteinu          | - 1608 Karol I 1627 |
| Książę Monako                  | - 1612 Honoriusz II 1662 |
| Król Nawarry                   | - 1610 Ludwik XIII 1643 |
| Król Norwegii                  | - 1588 Chrystian IV 1648 |
| Sułtan Omanu                   | - 1560 Abd Allah ibn Muhammad 1624 - 1624 Nasir ibn Murszid 1649                                                                                        |
| Elektor Palatynatu             | - 1623 Maksymilian I Bawarski 1648 |
| Papież                         | - 1623 Urban VIII 1644 |
| Książę Parmy i Piacenzy        | - 1622 Edward I 1646 |
| Król Portugalii                | - 1621 Filip III 1640 |
| Książę w Prusach               | - 1620 Jerzy Wilhelm 1640 |
| Car Rosji                      | - 1613 Michał I 1645 |
| Cesarz Rzymski (niemiecki)     | - 1619 Ferdynand II Habsburg 1637 |
| Kapitanowie Regenci San Marino | - 1623 Giuliano Belluzzi Enea Bonelli 1624 - 1624 Pietro Tosini Corbelli Gian Giacomo Serafini 1624 - 1624 Lattanzio Valli Michel Angelo Busignani 1625 |
| Elektor Saksonii               | - 1611 Jan Jerzy I Wettyn 1656 |
| Król Szkocji                   | - 1567 Jakub VI 1625 |
| Król Szwecji                   | - 1611 Gustaw II Adolf 1632 |
| Król Tajlandii                 | - 1611 Songtham 1628 |
| Sułtan Turków                  | - 1623 Murad IV 1640 |
| Doża Wenecji                   | - 1623 Francesco Contarini 1624 - 1624 Giovanni Cornaro 1630                                                                                            |
| Król Węgier                    | - 1619 Ferdynand III 1637 |
| Książęta Wirtembergii          | - 1608 Jan Fryderyk 1628 |

Rok 1624 / MDCXXIV
stulecia: XVI wiek ~
XVII wiek ~
XVIII wiek

lata: 1614 «
1619 «
1620 «
1621 «
1622 «
1623 «
1624
» 1625
» 1626
» 1627
» 1628
» 1629
» 1634

## Wydarzenia w Polsce
- 11 lutego – w Warszawie rozpoczął obrady sejm nadzwyczajny[1].
- 19 czerwca – rozpoczęła się bitwa pod Martynowem.
- 20 czerwca:
  - Tatarzy, którzy najechali wschodnie rubieże Polski docierając do Ziemi sanockiej, zostali pokonani pod Martynowem przez oddziały polskie pod dowództwem hetmana Stanisława Koniecpolskiego.
  - otwarto pierwszą drukarnię w Warszawie.
- na polecenie króla Zygmunta III rozpoczęto budowę Zamku Ujazdowskiego w Warszawie
- epidemia w Warszawie
- Mający 9 lat Jan Albert Waza został biskupem warmińskim[2].

## Wydarzenia na świecie
- 28 stycznia – na wyspie Saint Kitts założono pierwszą brytyjską kolonię na Karaibach.
- 29 marca – do Ameryki Północnej przybyła pierwsza grupa kolonistów holenderskich.
- 29 kwietnia – kardynał Armand Jean Richelieu został powołany przez króla Ludwika XIII na pierwszego ministra.
- 8 maja – cesarz Ferdynand II Habsburg i król Węgier Gábor Bethlen podpisali w Wiedniu traktat pokojowy.
- 8 czerwca – trzęsienie ziemi w Peru.
- 10 czerwca – wojna trzydziestoletnia: Królestwo Francji, Królestwo Anglii i Republika Zjednoczonych Prowincji zawarły antyhabsburski traktat w Compiègne.

- Zawarte zostało szwedzko-duńskie porozumienie.

## Urodzili się
- 25 grudnia – Angelus Silesius, śląski poeta religijny doby baroku (zm. 1677)
- data dzienna nieznana: 
  - Stefan Potocki, starosta niżyński, polski dowódca wojskowy (ur. ok. 1624) (zm. 1648)

## Zmarli
- 17 kwietnia – Maria Anna od Jezusa Navarro, hiszpańska mercedariuszka, mistyczka, błogosławiona katolicka (ur. 1565)
- 25 sierpnia:
  - Straceni w Ōmura (Japonia) podczas prześladowań antykatolickich:
    - Ludwik Baba, japoński tercjarz franciszkański, męczennik, błogosławiony katolicki (ur. ?)
    - Michał Carvalho, portugalski jezuita, misjonarz, męczennik, błogosławiony katolicki (ur. 1579)
    - Ludwik Sasada, japoński franciszkanin, męczennik, błogosławiony katolicki (ur. ?)
    - Ludwik Sotelo, hiszpański franciszkanin, misjonarz, męczennik, błogosławiony katolicki (ur. 1574)
    - Piotr od św. Katarzyny Vazquez, hiszpański dominikanin, misjonarz, męczennik, błogosławiony katolicki (ur. 1590)
- 5 grudnia – Gaspard Bauhin (inaczej Casper Bauhin), szwajcarski lekarz, anatom i botanik (ur. 1560)
- 28 grudnia – Karol Habsburg, syn Karola Styryjskiego, arcyksięcia Austrii, i Marii Anny Bawarskiej, która była siostrzenicą jego ojca (ur. 1590)

## Święta ruchome
- Tłusty czwartek: 15 lutego
- Ostatki: 20 lutego
- Popielec: 21 lutego
- Niedziela Palmowa: 31 marca
- Wielki Czwartek: 4 kwietnia
- Wielki Piątek: 5 kwietnia
- Wielka Sobota: 6 kwietnia
- Wielkanoc: 7 kwietnia
- Poniedziałek Wielkanocny: 8 kwietnia
- Wniebowstąpienie Pańskie: 16 maja
- Zesłanie Ducha Świętego: 26 maja
- Boże Ciało: 6 czerwca